# The National (альбом)
Это статья о музыкальном альбоме. Если вы искали статью о группе, см. The National.
The National — дебютный альбом инди-рок группы The National, вышел 30 октября 2001 года на лейбле Brassland Records. Текст композиции «29 Years» с этой пластинки позднее будет использован в песне «Slow Show» на альбоме 2007 года «Boxer». Человек, изображенный на обложке альбома — барабанщик группы Брайан Девендорф.
| Оценки критиков | Оценки критиков |
| Источник        | Оценка          |
| --------------- | --------------- |
| Allmusic        | [ 1 ]           |
| Pitchfork Media | (6.6/10)        |

## Список композиций
Слова и музыка всех песен — The National.
| №   | Название              | Длительность |
| --- | --------------------- | ------------ |
| 1.  | «Beautiful Head»      | 3:08         |
| 2.  | «Cold Girl Fever»     | 4:06         |
| 3.  | «The Perfect Song»    | 3:15         |
| 4.  | «American Mary»       | 4:03         |
| 5.  | «Son»                 | 5:20         |
| 6.  | «Pay for Me»          | 3:23         |
| 7.  | «Bitters & Absolut»   | 4:00         |
| 8.  | «John's Star»         | 3:05         |
| 9.  | «Watching You Well»   | 3:02         |
| 10. | «Theory of the Crows» | 4:37         |
| 11. | «29 Years»            | 2:50         |
| 12. | «Anna Freud»          | 3:09         |

## Продюсирование
- Продюсеры — The National и Ник Ллойд.
- Пре-продакшн — Майк Брюэр и Джефф Салем.
- Запись и микширование — Ник Ллойд в Gretchen’s Kitchen (Бруклин, Нью-Йорк) и Gretchen’s Pantry (Нью-Хейвен, Коннектикут).
- Мастеринг — Уе Настаси в Sterling Sound (Нью-Йорк).
- Фотографии — Маурисио Кэри и Поуп Ратман.